# Mittelmeer-Blattzikade

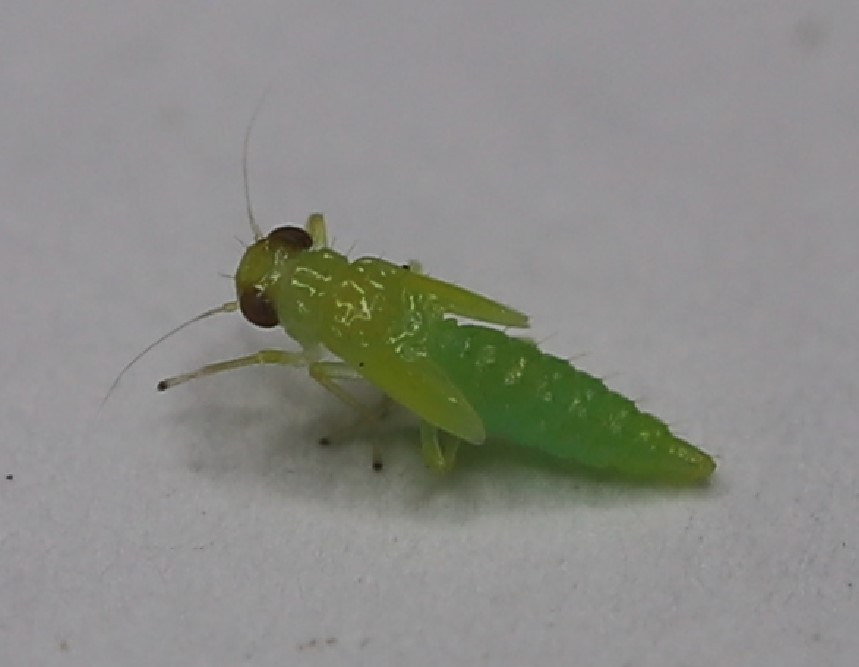
Asymmetrasca decedens, reife Nymphe Mitte Sept. 2021 in Walldorf/Baden an Silberweide

Die Mittelmeer-Blattzikade (Asymmetrasca decedens), auch als Schiefe Blattzikade bezeichnet, ist eine Zwergzikade aus der Unterfamilie der Blattzikaden (Typhlocybinae) innerhalb der Unterordnung der Rundkopfzikaden (Cicadomorpha). Die Art wurde von dem italienischen Entomologen Guido Paoli im Jahr 1932 als Empoasca decedens erstbeschrieben.

## Merkmale
Die 3–3,5 mm langen schlanken Zikaden sind gelblich hellgrün gefärbt. Es gibt mehrere sehr ähnliche Arten aus der Gattung Empoasca. Eine Bestimmung ist nur über eine Genitaluntersuchung der Männchen oder über DNA-Barcoding möglich.

## Verbreitung
Asymmetrasca decedens ist im Mittelmeerraum (einschließlich Nordafrika) weit verbreitet. Nachweise der Art reichen im Osten über Kleinasien und den Kaukasus bis in den Irak. Die Art breitet sich weiterhin aus. Der erste Fund in Deutschland war im Jahr 2005 in Weil am Rhein in Südbaden. Mittlerweile ist die Art offenbar weiter nach Norden vorgedrungen.

## Lebensweise
Die Art ist polyphag mit einem sehr breiten Spektrum von Wirtspflanzen. Die Zikaden treten hauptsächlich an Silberweide auf. Asymmetrasca decedens gilt als ein Agrarschädling. In Anatolien verursachen die Zikaden Schäden in Baumwollfeldern, in Spanien an Mandelbäumen, in Norditalien an Himbeeren, in Slowenien in Pfirsichplantagen. Die Imagines und Nymphen ernähren sich fast kontinuierlich, indem sie den Zellinhalt in der unteren Blattader durchstechen und aussaugen. Dies führt zum Welken der betroffenen Blätter. Die Art gilt außerdem als ein Überträger der Pflanzenkrankheit European stone fruit yellows (16SrX-B). Als weitere Wirtspflanzen von Asymmetrasca decedens werden genannt: Schwarz-Erle, Dahlien, Enterolobium cyclocarpum aus der Unterfamilie der Mimosengewächse, die Strauchpappel-Art Lavatera cretica, die Passionsblumen-Art Passiflora edulis, Ricinus communis, Peruanischer Pfefferbaum, Tagetes minuta, Weinrebe und Mais. Die Zikaden werden ganzjährig beobachtet. Asymmetrasca decedens bildet 2–3 Generationen im Jahr und überwintert im Imaginalstadium.